# Robiquetia lutea
Robiquetia lutea är en orkidéart som först beskrevs av Volk, och fick sitt nu gällande namn av Rudolf Schlechter. Robiquetia lutea ingår i släktet Robiquetia och familjen orkidéer. Inga underarter finns listade i Catalogue of Life.